# Hoima
Hoima ist eine Stadt im Westen Ugandas mit etwa 40.000 Einwohnern. Sie ist die Hauptstadt des gleichnamigen Distrikts Hoima und das Zentrum des Volks der Bunyoro sowie Sitz des katholischen Bistums Hoima.
Etwa 4 km außerhalb Hoimas bei Mparo liegen die Mparo Tombs, die Grabstätten der letzten Könige (Omukama) der Bunyoro.

## Bevölkerungsentwicklung
| Jahr           | Einwohner |
| -------------- | --------- |
| Zensus 1991    | 4.616     |
| Zensus 2002    | 27.934    |
| Schätzung 2005 | 39.644    |

## Infrastruktur
Bei Hoima entsteht in der Nachbarschaft einer geplanten neuen Erdölraffinerie an der East African Crude Oil Pipeline (EACOP) auch ein neuer internationaler Flughafen, der Hoima International Airport, z. B. für den Transport von Material und Fachkräften, „moderner als der Hauptstadt-Flughafen Entebbe“. Mit einer Länge von dreieinhalb Kilometern ist die bereits bestehende Landebahn lang und stabil genug für die größten Cargo-Flugzeuge der Welt. Der Flughafen wird von Uganda zusammen mit dem Schweizer Bauunternehmen SBI International Holdings (zum israelischen Bau- und Infrastrukturkonzern Shikun & Binui gehörig) und der britischen Firma Colas UK (zum französischen Baukonzern Bouygues) gebaut.

## Persönlichkeiten
- Jacent Nyamahunge (* 1997), Sprinterin